# Ribnica, Brežice
Ribnica este o localitate din comuna Brežice, Slovenia, cu o populație de 118 locuitori.